# Ріхард Андре
Ріхард Андре  (нім. Richard Andree; 26 лютого 1835, Німеччина, Брауншвейг — 22 лютого 1912, поблизу Мюнхена) — німецький географ, етнограф.

## Біографія
Батько — Карл Андре, теж географ. Навчався в Лейпцигу. Працював шахтарем у Богемії (на родовищах). Брав активну участь у національних чварах між німцями і чехами. Враження від цієї епохи відображені в його книгах:
- «Tchechische Gänge» (1872);
- «Nationalitätsverhältnisse und Sprachgrenze in Böhmen» (2 вид., Лпц., 1870);
- «Das Sprachgebiet der Lausitzer Wenden» (з етнічною картою, Прага, 1873)
- «Wendische Wanderstudien» (Штутгарт, 1873)[6].

Після подорожі по Шотландії, Андре написав «Vom Tweed zur Pentlandföhrde» (Єна, 1866).

## Карти та атласи
1881 р. Ріхард Андре видав (1881) атлас «Andrees Allgemeiner Handatlas». Атлас «Andree's Allgemeiner Handatlas in sechsundachtzig Karten mit erlauterndem Text.», названий на честь Р. Андре видавали з 1881 до 1937 р. В атласі поміщено карту «Volkerkarte von Europa». Мапу доповнюють чотири карти-врізки (праворуч). Масштаб — 1:20 000 000. Українські етнічні землі розділено між двома імперіями (Австро-Угорською та Російською). Українці Галичини, Буковини та Закарпаття (австро-угорські піддані) позначені як Ruthenen (рутени), а українці Росії Klein-Russen (малоруси), росіяни — Gross Russen (великоруси), білоруси — Weiss Russen. Автор об'єднав в одну групу «Східні слов'яни» ці три етноси і на карті позначив світло-зеленим кольором. Етнічні межі між ними проведено кольоровою ізолінією. На карті до української етнічної території належить частина Кубані, уся Слобожанщина (у тім числі територія теперішньої Росії), Стародубщина, Пінщина, Берестейщина тощо.
В атласі «Andree-Putzger's Gymnasial- und Realschul-Atlas, 1890» карта «Volkerkarte von Europa» опублікована без карт-врізок. У цьому ж атласі поміщено карту «Volkerkarte von Österreich-Ungarn» (Карту народів Австро-Угорщини). Масштаб — 1:4 000 000. Українці, що проживають у межах Австро-Угорської імперії, позначені як Рутени (Ruthenen)...
В атласі опублікована ще одна етнографічна карта Р. Андре «Volkerkarte von Russland» (Карта народів Росії). Масштаб — 1:13 300 000. На карті способом якісного фону виділено розселення 38 народів. Українці названі Ruthenen та Klein-Russen. Територію Кубані та всієї Слобожанщини (у тім числі Курщина та Вороніжщина) позначено як українські етнічні землі..
У цьому ж атласі Р. Андре помістив карту релігій «Religionskarte von Österreich-Ungarn». Масштаб — 1:7 000 000. В Галичині греко-католиків та римо-католиків проживало найбільше на південний схід від Львова (Наддністрянщина) — більше 90 % населення..
Етнічні мапи з атласу 1881 р. ідентично відтворені у Четвертому виданні (1885—1890) «Енциклопедичного словника Меєра». У цьому виданні поміщена мапа Р. Андре «Europa. Volker- und Sprachenkart» (Європа. Карта народів і мов). Масштаб — 1:25 000 000. Українці Австро-Угорщини позначені світло-зеленим кольором як Рутени (Ruthenen), українці Росії як Малоруси (Klein-Russen). У 14 виданні (1892–1895) «Енциклопедії Брокгауз» опубліковано мапу Р. Андре «Ethnographische karte von Europa» (Етнографічна карта Європи). Масштаб — 1:21 000 000. Ареал українців, росіян та білорусів на карті позначений одним світло-зеленим кольором (межі між цими етносами проведені ізолінією). Українців названо Ruthenen та Klein-Russen. На карті до української етнічної території належить частина Кубані, частина Донщини (у тім числі територія теперішньої Росії), Стародубщина, Пінщина, Берестейщина і т. д...
У 1895 р. вийшов друком англомовний варіант мапи Ріхарда Андре «Етнографічна карта Європи» («Etnographic map of Europe»). Масштаб 1:20 000 000. Мапу доповнюють чотири карти-врізки (праворуч). Українські етнічні землі розділені між двома імперіями (Австро-Угорською та Російською). Українці Галичини, Буковини та Закарпаття (австро-угорські піддані) позначені на мапі як Ruthenes (рутени), а українці Росії — Little Russians (малоруси), росіяни відповідно — Great Russians (великоруси), білоруси — White Russians. Автор об'єднує в одину групу «Східні слов'яни» три ці етноси і на карті вони показані одним світло-зеленим кольором. Етнічні межі між ними проведено кольоровою ізолінією. Аналогічна ситуація і з групами «Західні слов'яни» та «Південні слов'яни», де межі між окремими етносами теж проведені. До української етнічної території належить Кубань, вся Слобожанщина (включаючи частину території теперішньої Росії), Стародубщина, Пінщина, Берестейщина і т. д....

## Вибрані праці
- «Ethnogr. Parallelen und Vergleiche» (Штутгарт, 1878; нова серія, Лейпциг, 1889);
- «Zur Volkskunde der Juden» (Білеф., 1881);
- «Die Metalle bei den Naturvölkern» (Лейпциг, 1884);
- «Ethnogr. Karten» (ib., 1889);
- «Die Masken in der Völkerkunde» (Брауншвейг, 1886);
- «Die Anthropophagie» (Лейпциг, 1887);
- «Die Flutsagen» (Брауншвейг, 1891);
- Andree-Putzgers Gymnasial- und Realschulatlas. 7. Aufl. Velhagen & Klasing, Bielefeld [u.a.] 1893 (Digitalisat)
- «Braunschweiger Volkskunde» (ib., 1896)
- Andree-Schillmanns Berliner Schul-Atlas. 15. Aufl. Stubenrauch, Berlin 1915 (Digitalisat)